# 史守之
史守之（1166年12月17日—1224年8月10日），字子仁，兩浙東路鄞县（今浙江宁波）人，南宋诗人、学者，藏书家。

## 生平
宰相史浩孫，禮部侍郎史弥大子。年轻时跟随学者杨简、袁燮游学。史守之厌恶其三叔史彌遠的所作所為，更在史彌遠主掌朝政時，作《升聞錄》一書勸誡，史弥远亦懼怕这位侄子，每當史彌遠有所行動時，都會告誡其家人，勿讓史守之知曉。後避三叔彌遠勢，中年以朝奉大夫致仕。隐居家乡月湖，闭门藏书讲学，宋宁宗御书“碧沚”二字赐與史守之。與同在月湖的另一位藏書家樓鑰並稱“南樓北史”。